# Karol Nawrocki
Karol Nawrocki, né le 3 mars 1983 à Gdańsk (Pologne), est un historien et homme d'État polonais. Il est président de la République de Pologne depuis le 6 août 2025.
Il est directeur du musée de la Seconde Guerre mondiale de Gdańsk de 2017 à 2021, puis dirige l'Institut de la mémoire nationale. Ses recherches portent notamment sur l'opposition anticommuniste et le crime organisé en république populaire de Pologne.
Candidat indépendant à l'élection présidentielle de 2025, soutenu par le parti national-conservateur Droit et justice (PiS), il l'emporte au second tour face au maire libéral de Varsovie Rafał Trzaskowski, avec 50,9 % des suffrages exprimés.

## Situation personnelle

### Origines
Karol Nawrocki est issu d'un milieu modeste. Il grandit dans la banlieue de Gdansk, dans de vastes ensembles résidentiels en béton construits durant l’ère communiste.
En 2009, membre d'un groupe d'ultras du Lechia Gdańsk, il participe à une rixe impliquant 140 personnes contre des supporters du club rival du Lech Poznań. Interrogé sur cet épisode durant sa campagne présidentielle, Nawrocki reconnaît sa présence lors de cet affrontement, qu'il qualifie de « combat noble et viril »,,.

### Vie privée
Depuis 2010, Karol Nawrocki est marié avec Marta Nawrocka (née en 1986). Le couple a deux enfants : un fils, Antoni, et une fille, Katarzyna. Karol Nawrocki a élevé Daniel, le fils de Marta Nawrocka issu d'une précédente union et qu'il a adopté.

### Formation
Après des études secondaires achevées en 2002 dans un lycée à section sportive où il pratique le football et la boxe (il est champion régional de boxe amateur en Poméranie dans la catégorie poids lourd en 2004), il commence des études d'histoire à l'université de Gdańsk en 2003, où il termine un master (magister) en 2008, tout en ayant exercé plusieurs petits emplois, notamment comme agent de sécurité au Grand Hôtel de Sopot. Il obtient un diplôme de technicien spécialiste en gestion du personnel.
Il soutient en 2013 une thèse préparée sous la direction de Grzegorz Berendt (en) et intitulée « La résistance sociale aux autorités communistes dans la voïvodie d'Elbląg de 1976 à 1989 », et obtient un doctorat en sciences humaines. En 2023, il finalise, à l'École polytechnique de Gdańsk, un MBA international en stratégie, gestion de programmes et de projets.

### Carrière d'historien

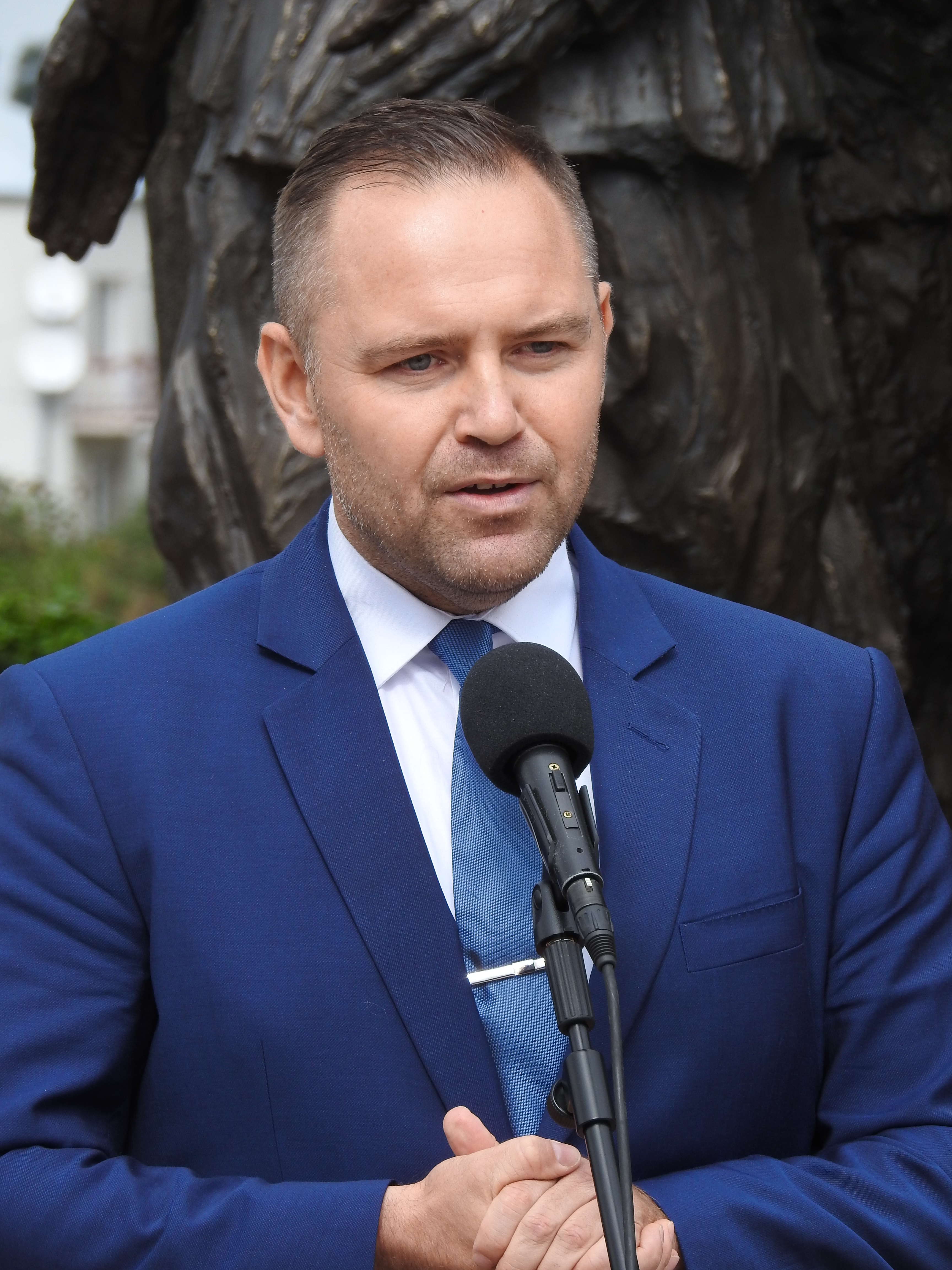
Karol Nawrocki en 2022.

Entre 2009 et 2017, Karol Nawrocki travaille pour l'Institut de la mémoire nationale (IPN). De 2017 à 2021, il est directeur du musée de la Seconde Guerre mondiale de Gdańsk. Il s'oppose alors aux travaux de la nouvelle école polonaise d'histoire de la Shoah menée par des historiens comme Jan Tomasz Gross, Barbara Engelking et Jan Grabowski (en), qui documentent le rôle de certains polonais dans la Shoah.
Il revient ensuite à l'Institut de la mémoire nationale, dont il est élu président par le Parlement en juillet 2021. Il s'attribue alors un luxueux logement de fonction dans le complexe du musée alors que son appartement se trouve à cinq kilomètres de son bureau, tandis que le fonctionnement jugé népotique et politisé de l’IPN sous ses ordres est dénoncé par de nombreux universitaires. Il quitte la tête de l'Institut après sa victoire à l'élection présidentielle de 2025.

## Parcours politique

### Élection présidentielle de 2025

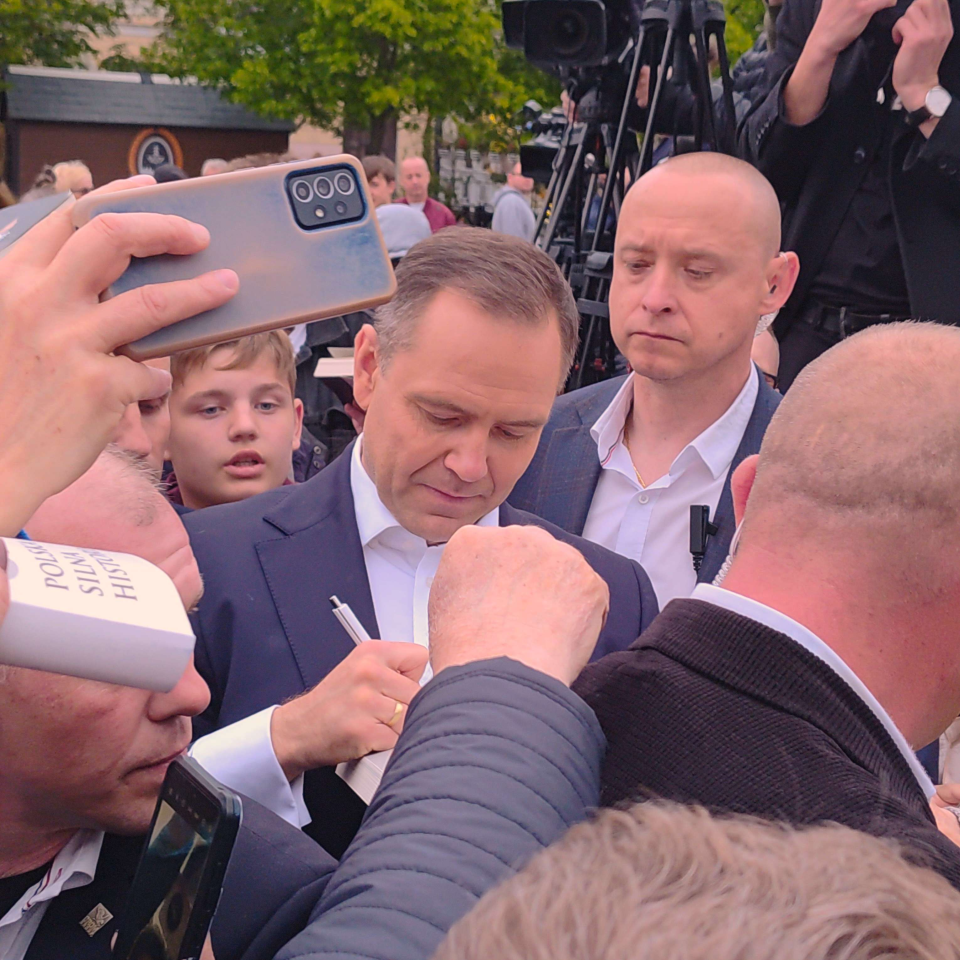
Karol Nawrocki signant des autographes avant le premier tour de l'élection présidentielle de 2025.

Le 24 novembre 2024, alors qu'Andrzej Duda ne peut briguer un troisième mandat, Karol Nawrocki est choisi pour représenter Droit et justice (PiS) à l'élection présidentielle de 2025. Jarosław Kaczyński, président du parti national-conservateur, semble ainsi faire le même pari que pour Duda, peu connu avant de remporter l'élection présidentielle de 2015.
D'origine modeste, Karol Nawrocki cultive une image de candidat proche du peuple face au maire de Varsovie, Rafał Trzaskowski, représentant de la Coalition civique (KO), défait par Andrzej Duda à l'élection présidentielle de 2020 et souvent perçu comme le candidat des élites. Trzaskowski est activement soutenu par le gouvernement Tusk dans un contexte de blocage institutionnel avec le président Duda, qui use souvent de son droit de veto,.
Les débuts de la campagne de Nawrocki sont difficiles. Il souffre d'un manque d'expérience politique et fait l'objet de scandales, notamment en raison de relations avec des supporteurs de football ultras, de membres de groupes criminels et d'un militant néonazi. Les sondages le donnent un temps distancé de vingt points par Rafał Trzaskowski, voire en passe d'être éliminé dès le premier tour par le candidat d'extrême droite Sławomir Mentzen.

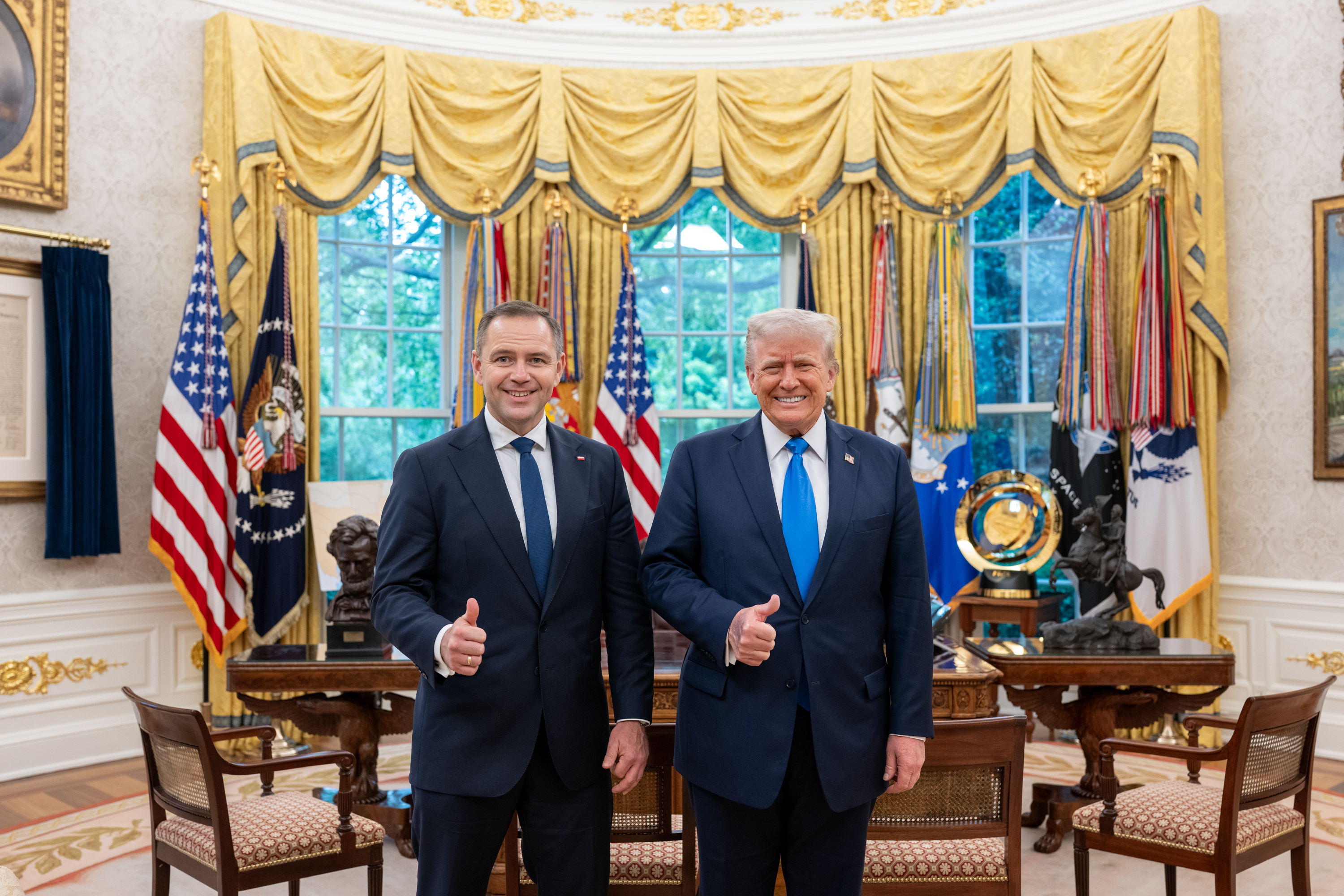
Karol Nawrocki au côté du président des États-Unis, Donald Trump, le 1 mai 2025 à la Maison-Blanche.

Deux semaines avant le premier tour, il rencontre à la Maison-Blanche le président des États-Unis, Donald Trump. Il réaffirme ainsi son alignement avec la ligne du président Duda, critique de la « politique anti-américaine de l’Union européenne ». Il s'affiche aussi aux côtés du candidat d'extrême droite à la présidentielle en Roumanie George Simion.
Lors du premier tour, Karol Nawrocki réalise un score plus élevé qu'attendu avec 29,5 % des voix, moins de deux points derrière Trzaskowski. Dans l'entre-deux-tours, comme son adversaire, il participe à un entretien avec l'ultra-nationaliste Sławomir Mentzen (14,8 %), lors duquel il s'engage à s’opposer à l’adhésion de l’Ukraine à l'OTAN et à ne pas impliquer l'armée polonaise dans la guerre russo-ukrainienne,.
À l'issue d'un second tour marqué par une participation historique pour une élection présidentielle polonaise (71,6 % des inscrits), il est donné perdant par les sondages à la sortie des urnes, mais l'emporte finalement avec 50,9 % des suffrages exprimés à l'issue du scrutin le plus serré de l'histoire du pays en termes de pourcentage,. Pour la troisième fois consécutive, un candidat conservateur l'emporte lors d'une élection présidentielle en Pologne.

### Président de la République
Karol Nawrocki prête serment devant la Parlement polonais le 6 août 2025, devenant ainsi président de la République, et succède à Andrzej Duda. Lors de son serment, le nouveau président déclare qu'il sera « la voix de ceux qui veulent une Pologne souveraine dans l’Union européenne ».

## Prises de position
S'il s'engage à maintenir le soutien de la Pologne à l'Ukraine sous la condition de la résolution des différends mémoriels entre les deux pays sur les massacres des Polonas en Volhynie, il est opposé à l'adhésion de l'Ukraine à l'Otan et dénonce les aides accordées aux réfugiés ukrainiens en Pologne. 
Il développe des liens avec l'administration Trump. 
Il est fermement opposé au pacte vert pour l'Europe. 
Pendant la campagne présidentielle de 2025, il prône la mise en place de contrôles à la frontière avec l'Allemagne afin d'empêcher l'entrée de migrants, refoulés selon lui par ce pays, et réclame que l'Allemagne verse à la Pologne de nouvelles réparations pour les conséquences de l'occupation allemande durant la Seconde Guerre mondiale.
Nawrocki s'oppose à la tradition des bougies de Hanoucca au palais présidentiel, pourtant initiée par Lech Kaczyński du PiS, et déclare qu'il y mettrait fin s'il était élu, au nom de son « attachement aux valeurs chrétiennes ».

## Travaux et publications
Karol Nawrocki est auteur ou co-auteur de nombreuses publications de livres et d'articles scientifiques et de vulgarisation dans le domaine de l'histoire de l'opposition anticommuniste, de l'histoire du sport et du crime organisé en république populaire de Pologne.
Sous pseudonyme de Tadeusz Batyr, il écrit en 2017 une biographie jugée complaisante d’un important mafieux de la côte Baltique, Nikodem Skotarczak durant la période du communisme.